# Dastan Jasim
Dastan Jasim (IPA: [dɑːsˈtɑːn ˈʤɑːsɪm]) ist eine deutsche Politikwissenschaftlerin, Konfliktforscherin und Aktivistin. Jasim lebt in Frankreich.
Sie beschäftigt sich in ihren wissenschaftlichen und journalistischen Arbeiten mit Themen der Sicherheitspolitik und Demokratisierung, insbesondere im kurdischen Kontext und im Nahen Osten. Weitere Forschungsschwerpunkte sind der Islamismus sowie Rassismus in globalem Kontext.

## Leben
Ihr Abitur absolvierte sie 2013 am Karl-Friedrich-Gymnasium in Mannheim. Jasim studierte Politikwissenschaften, Assyriologie und Sozialwissenschaften an den Universitäten Heidelberg und Stuttgart. Sie schrieb ihre Doktorarbeit über internationale Konfliktforschung mit Fokus auf Kurdenkonflikte in Syrien und Irak.
Nach ihrem Studium war sie Gastwissenschaftlerin am Center for Gender and Development Studies (CGDS) der Amerikanischen Universität Irak - Sulaimaniya. Ihre Doktorarbeit schrieb sie als Research Fellow am GIGA Institut für Nahost-Studien an der Friedrich-Alexander-Universität in Erlangen-Nürnberg und an der Universität Hamburg. Ihre Promotion betreute unter anderem Eckart Woertz. Ihre Dissertation, die sie 2024 abschloss, trägt den Titel "Civic Culture without a State: Kurdish Civic Culture in Iraq, Iran, Turkey and Syria between State-Control and Resistance".
Sie schreibt regelmäßig Beiträge für zum Beispiel die Jungle World oder den Tagesspiegel. Als Expertin trat sie unter anderem in der Tagesschau  auf und wurde von Der Zeit, Frankfurter Rundschau und für den BBC interviewt.